# Le Village englouti (série télévisée)
Le Village englouti est une adaptation en 30 épisodes de 13 minutes du roman éponyme d'André Besson, diffusée en 1976 sur la télévision suisse romande et TF1.

## Synopsis
La vie des habitants d'un village de montagne est bouleversée par la construction d'un barrage hydroélectrique qui va noyer la vallée et engloutir entièrement leur village. Le vacher Capron est le plus affecté par la disparition programmée du cadre de vie dans lequel il est né.
Cette histoire a été inspirée à André Besson par ce que vécurent 150 habitants de la vallée supérieure de l'Ain, dans le canton de Moirans-en-Montagne (Jura), lorsqu'EDF construisit dans les années 1960 le barrage de Vouglans.

## Fiche technique
- Titre : Le Village englouti
- Réalisation : Louis Grospierre
- Adaptation : Rodolphe Maurice Arlaud
- Dialogues Alain Quercy
- Musique : Paul Girard
- Date de première diffusion : 
  -  Suisse : 27 avril[2] - 7 juin[3] 1976
  -  France : 18 août[4] - 22 septembre[5] 1976
- Tournage dans le village de Mégevette en Haute-Savoie (en juillet, aout, et septembre 1975)

## Distribution
- Régis Outin : Francis Capron, le vacher
- Stéphane Excoffier : Suzanne, la petite fille de Capron et Delamoniaz
- Jean Valmont : Jean-Michel, l'ingénieur EDF responsable du chantier
- Emmanuel Fuchs : le fils de Jean-Michel
- Jean Bruno : M. Villard, l'ingénieur en chef d'EDF
- Jacques Dumesnil : Alphonse Delamoniaz, le maire
- Camille Fournier : Mme Delamoniaz
- Georges Wod : Pierre Delamnoniaz, le fils du maire
- Yves Barsacq : Gustave Dumonteix, dit Tatave, le restaurateur
- Rose-Marie Nicolas : Mme Dumonteix, la femme de Tatave
- Philippe Deplanche : le fils de Tatave
- André Béart : Alphonse Camusset
- Marion Dejugnat : Mme Camusset
- Jean-Marc Henchoz : Antoine Camusset, le fils
- Jean Winiger : Bertrand, le technicien subordonné de Jean-Michel
- Alain Chevalier : Marcel
- Daniel Fillion : Senot
- Janine Michel : Antoinette Senot, dite Nanette
- Jean Schelegel : René Senot, le fils
- André Schmidt : le géologue
- Sacha Solnia : Mme Trincat